# باربارا لودی
باربارا لودی (انگلیسی: Barbara Luddy; ۲۵ مهٔ ۱۹۰۸ – ۱ آوریل ۱۹۷۹) بازیگر اهل ایالات متحده آمریکا بود که برای فعالیت صداپیشه‌ای در استودیو انیمیشن والت دیزنی در دهه ۱۹۵۰ و ۱۹۷۰ شناخته شده‌است.